# (5620) Джейсонуилер
(5620) Джейсонуилер (лат. Jasonwheeler) — околоземный астероид из группы Амура (III), который был открыт 19 июля 1990 года американскими астрономами Брайаном Романом и Элеанорой Хелин в Паломарской обсерватории и назван в честь младшего сына одного из первооткрывателей (Jason Wheeler Roman).
- Орбита астероида Джейсонуилер и его положение в Солнечной системе